# Michael Anicet
 (mai 2022).
Pour les articles homonymes, voir Anicet.
Michael Anicet est un danseur, chorégraphe et professeur de danse gabonais reprenant principalement les pas de Michael Jackson. Il est aussi ambassadeur de ONUSIDA, le programme commun des Nations unies sur le VIH/sida,,.